# Hofkonditorei Café Röcker

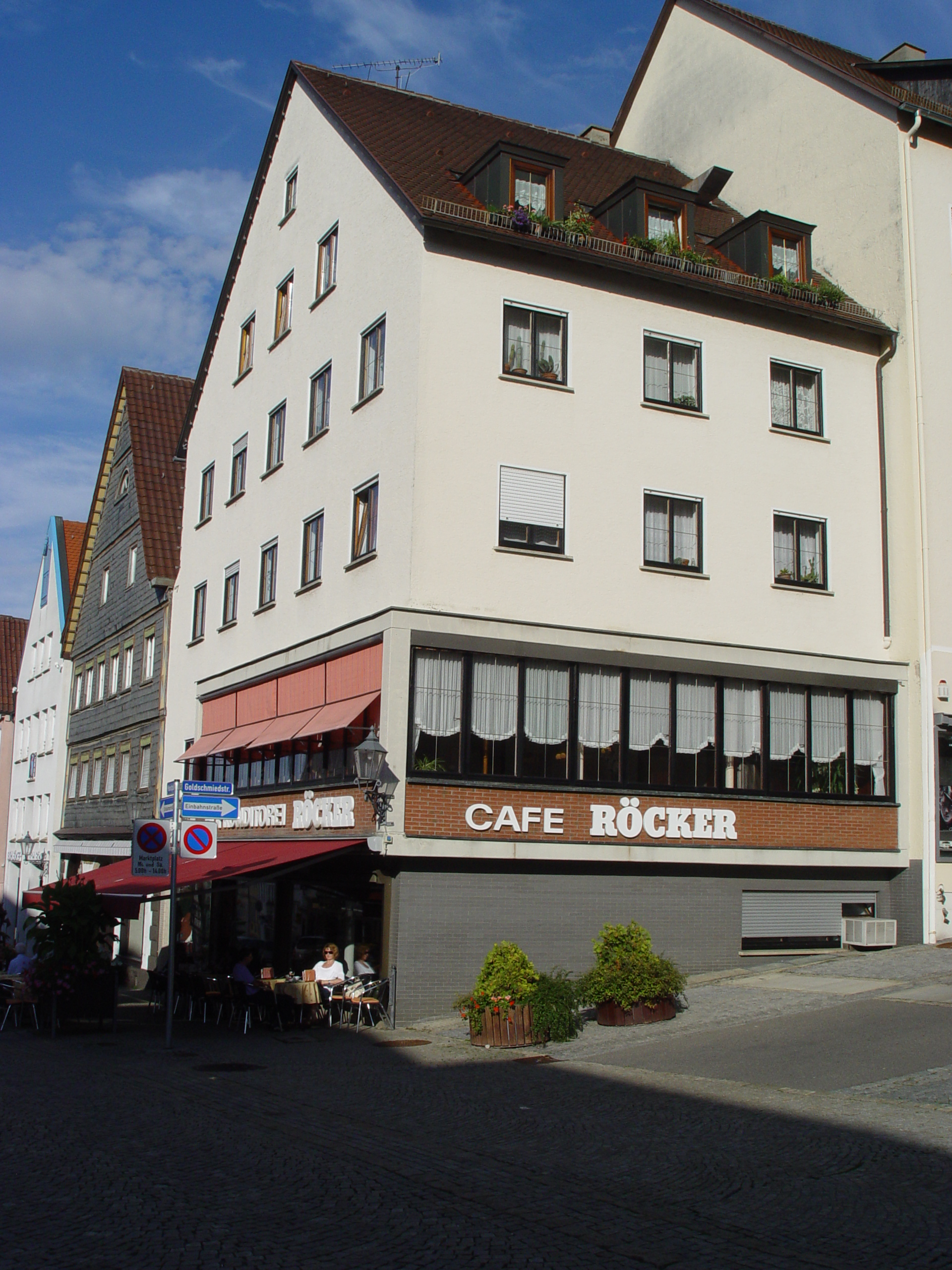
Hofkonditorei Café Röcker (2010)

Die Hofkonditorei Café Röcker ist eine historische Konditorei und Kaffeehaus am Hechinger Marktplatz.

## Geschichte
Der aus Ofterdingen stammende Johann Georg Röcker (1863–1946) machte seine Konditorenlehre bei Wilhelm Metzger am Kegeltörle in der Konditorei Schönblick und verbrachte seine Wander- und Gesellenjahre in den deutschen Ländern und in Italien. 1892 machte er sich selbständig, als er die Hofkonditorei Nerz übernahm und somit sein eigenes Unternehmen gründete. Kaffeehäuser existierten zwar bereits in Hechingen, diese waren in der Regel jedoch Wirtschaften, in denen auch Kaffee getrunken wurde. Eine Café-Konditorei im heutigen Sinn gab es noch nicht, 1901 trat sie erstmals in Hechingen in Erscheinung. Johann Georg Röcker wurde erfolgreich und zählte neben dem Bürgertum auch den Adel zu den Kunden und schließlich den fürstlichen Hof. 1909 wurde er zum Hofkonditor ernannt. Aus der Ehe mit Agnes Röcker († 1962) entsprangen mehrere Kinder.
Albert Röcker (1909–1980), der dritte Sohn Johann Georgs, legte seine Meisterprüfung in München 1936 erfolgreich ab und übernahm später die Konditorei seines Vaters. Der Ausbruch des Zweiten Weltkriegs brachte der Familie Röcker schwere Zeiten. 1940 musste Albert Röcker in den Krieg ziehen, die Konditorei wurde für einige Jahre geschlossen. Die Räumlichkeiten wurden von IBM als Patentbüro verwendet. 1943 kehrte Albert Röcker schwer verwundet aus dem Krieg zurück und heiratete später die aus Scheidegg stammende Friederike Berkmann, die anschließend in Konditorei arbeitete.
In den Nachkriegsjahren 1945–48 wurde das Haus von den französischen Besatzungstruppen genutzt, Johann Georg Röcker samt seiner Familie musste es räumen. Die Franzosen richteten zunächst ein Offizierkasino für Unteroffiziere und Mannschaften ein. Später wurde das Gebäude zum Sitz der französischen Gendarmerie und eine Lesestube mit deutscher und französischer Literatur wurde eingerichtet, die bis 1949 bestand. Johann Georg Röcker starb im April 1946 im Alter von 83 Jahren. Zu Grabe getragen wurde er in seiner Konditorenjacke und schneeweißer Ballonmütze.
1948 wurde die Hofkonditorei von Albert Röcker und seiner Mutter wiedereröffnet. Das Geschäft gewann wieder an Bedeutung, sodass in den 1960er Jahren an einen Neubau für das alte Kaffeehaus gedacht wurde. Am 15. Oktober 1965 wurde der Altbau abgerissen, das benachbarte Schneider’sche Haus geriet dabei in Mitleidenschaft. Nach langen Verhandlungen über das Schneider’sche Anwesen und dem Landratsamt, Stadtbauamt und dem Landesamt für Denkmalpflege 1965–67 konnte der Neubau Ende Juni 1967 begonnen werden. Am 30. November 1968 fand die Wiedereröffnung der Konditorei statt.
Joachim Röcker (* 1947), das zweite Kind aus der Ehe zwischen Albert und Friederike Röcker, legte ebenfalls in München 1970 die Meisterprüfung ab. Als er in der Schweiz praktische Erfahrung im Konditorenhandwerk sammelte, lernte er Christina Wyss kennen, die er 1978 heiratete. Albert Röcker verstarb am Rosenmontag 1980 und wurde wie sein Vater in seiner Konditorenkluft beerdigt. Sein Sohn Joachim Röcker übernahm die Hofkonditorei. Verkaufsräume und das Café wurden renoviert und 1982 wurde der Laden wiedereröffnet.
Der erstgeborene Sohn von Joachim und Christina Röcker, Thomas Röcker, folgte der Familientradition und bestand 2006 die Meisterprüfung an der Meisterschule in München als Jahrgangsbester.
Die Konditorei ist ein Mitglied des Landesinnungsverband des Konditorenhandwerks Baden-Württemberg Innung Sigmaringen-Zollernalb.

## Produkte
Zu den Produkten der Konditorei gehören neben Kuchen, Torten und Gebäck für alle Anlässe das Salmendinger Holzofenbrot und hausgemachte Konfitüre.